# 井上紀明
井上 紀明（、1940年〈昭和15年〉12月4日 - ）は、日本の俳優。東宝、平田プロに所属していた。

## 出演作品

### 映画
- 花のお江戸の無責任（1964年） - 伝令の若侍
- フランケンシュタイン対地底怪獣（1965年） - 白根ヒュッテの若者[1]
- 若大将シリーズ
  - エレキの若大将（1965年） - 足立
  - レッツゴー!若大将（1967年） - 部員
- 若い娘がいっぱい（1966年） - 伊藤博文
- フランケンシュタインの怪獣 サンダ対ガイラ（1966年） - 登山の若者[1]
- 三匹の狸（1966年） - 深沢
- 石中先生行状記（1966年） - 小畑兵太郎
- 若き日の講道館（1971年） - 鴻ノ池喜一
- 海兵四号生徒（1971年） - 左近浩三

### テレビドラマ
- 青春の言葉（1964年）
- 新・のれん太平記（1965年） - 健一
- 氷点（1966年）
- 火山列島（1966年）
- 恋人たち 第2話「ウルグアイへ行く花嫁」（1966年）
- 新婚さん 第1話「お一人さんお付きイ!」（1966年）
- 女であること（1967年）
- こんにちは結婚 第17話「玉ねぎとオルガン」（1968年）
- 桃太郎侍 第20話「盗まれた花嫁」（1968年）
- マイティジャック（1968年） - 寺川進隊員[1]
- でっかい青春 第34話「男のマーチ」（1968年）
- 嫁ゆかば（1969年） - 島田啓介
- 右門捕物帖 第17話「江戸番外侍」（1970年）
- 紅い稲妻（1970年） - 松村政彦
- 禁じられた二人（1971年）
- 続・大奥の女たち（1972年） - 徳川慶喜
- ジキルとハイド（1973年） - 植木刑事